# Mała Terniwka
Mała Terniwka (ukr. Мала Тернівка Mała Terniwka) – rzeka na Ukrainie, prawy dopływ Samary.
Długość rzeki wynosi 55 km, powierzchnia dorzecza – 738 km².